# Liechtensteiner Cup 2000/01
Der Liechtensteiner Cup 2000/01 war die 56. Austragung des Fussballpokalwettbewerbs der Herren und wurde zwischen dem 17. Oktober 2000 und 9. Mai 2001 ausgespielt. Der FC Vaduz konnte seinen Titel seit 1998 erfolgreich verteidigen und nahm damit am UEFA-Pokal 2001/02 teil.

## Teilnehmende Mannschaften
Folgende 15 Mannschaften nahmen am Liechtensteiner Cup teil:
| - FC Schaan - FC Schaan II - FC Vaduz - FC Vaduz II - FC Vaduz III - FC Ruggell - FC Ruggell II - FC Triesenberg | - FC Triesenberg II - FC Balzers - FC Balzers II - USV Eschen-Mauren - USV Eschen-Mauren II - FC Triesen - FC Triesen II |

## 1. Runde
| Datum      |                      | Ergebnis  |                   |
| ---------- | -------------------- | --------- | ----------------- |
| 17.10.2000 | FC Vaduz III         | 0:3       | USV Eschen-Mauren |
| 17.10.2000 | FC Triesen II        | 3:8       | FC Schaan         |
| 17.10.2000 | FC Balzers II        | 1:2       | FC Balzers I      |
| 17.10.2000 | FC Triesenberg II    | 3:4 n. V. | FC Ruggell II     |
| 18.10.2000 | FC Triesen           | 1:0       | FC Vaduz II       |
| 18.10.2000 | USV Eschen-Mauren II | 0:6       | FC Balzers        |
| 18.10.2000 | FC Triesenberg       | 0:3       | FC Ruggell        |
|            | FC Vaduz             | Freilos   |                   |

## Viertelfinale
| Datum      |               | Ergebnis |                   |
| ---------- | ------------- | -------- | ----------------- |
| 07.11.2000 | FC Schaan II  | 1:9      | USV Eschen-Mauren |
| 07.11.2000 | FC Ruggell II | 01:13    | FC Vaduz          |
| 08.11.2000 | FC Triesen    | 2:0      | FC Balzers        |
| 08.11.2000 | FC Schaan     | 1:4      | FC Ruggell        |

## Halbfinale
| Datum      |            | Ergebnis |                   |
| ---------- | ---------- | -------- | ----------------- |
| 14.03.2001 | FC Triesen | 0:4      | FC Vaduz          |
| 03.04.2001 | FC Ruggell | 1:0      | USV Eschen-Mauren |

## Finale
| Paarung        | FC Vaduz – FC Ruggell |
| Ergebnis       | 9:0 (3:0) |
| Datum          | 9. Mai 2001 |
| Stadion        | Rheinpark Stadion, Vaduz |
| Zuschauer      | 911 |
| Schiedsrichter | Luc Wilmes ( Luxemburg) |
| Tore           | 1:0 Uwe Wegmann (8.), 2:0 Vaidotas Šlekys (22.), 3:0 Ronny Büchel (45.), 4:0 Daniele Polverino (52.), 5:0 Ronny Büchel (55.), 6:0 Daniele Polverino (64.), 7:0 Ronny Büchel (66.), 8:0 Vaidotas Šlekys (78.), 9:0 Daniele Polverino (88.)                                            |
| FC Vaduz       | Javier Crespo – Marcel Müller, Christof Ritter, Martin Telser – Ronny Büchel, David González, Christian Rasch, Sascha Rutz (46. Jérôme Walz) – Vaidotas Šlekys, Joachim Moitzi (46. Daniele Polverino), Uwe Wegmann (55. Andreas Gerster) Spielertrainer: Uwe Wegmann ( Deutschland) |
| FC Ruggell     | Martin Bieberschulte – Krunoslav Papec, Patrik Marxer, Daniel Eberle – Philipp Büchel (4. Patrick Büchel), Matek Nikolić, Piero Sprenger, Ermin Halkić, Matthias Schraner (55. Leo Horvath) – Bratislav Jović, Matthias Büchel (68. Wolfgang Pichler)                                |